# Jutland Glacier
Jutland Glacier är en glaciär i Antarktis. Den ligger i Östantarktis. Nya Zeeland gör anspråk på området. Jutland Glacier ligger 1 603 meter över havet.
Terrängen runt Jutland Glacier är kuperad åt nordväst, men åt sydost är den platt. Trakten är obefolkad. Det finns inga samhällen i närheten. 